# Вознесенський район (1923—2020)
Вознесе́нський райо́н — колишня адміністративно-територіальна одиниця у складі Миколаївської області України. Районний центр — місто Вознесенськ. Як адміністративно-територіальна одиниця існував з 1923 року. 19 липня 2020 року район був ліквідований унаслідок адміністративно-територіальної реформи (у Миколаївській області замість районів 19 стало 4).
До ліквідації 2020 року Вознесенський район на заході межував з Доманівським, на півночі з Арбузинським та Братським, на північному сході з Єланецьким, на сході та південному сході з Новоодеським, на півдні з Веселинівським районами. Мав площу — 1391,9 км², що становило 6 % території області. Було населення — 32,5 тис. чол. На території району у 2015 році знаходилося 47 населених пунктів (1 селища міського типу та 46 сільських населених  пунктів).
Місто Вознесенськ розташоване за 90 км від обласного центру. Корисні копалини представлені, головним чином, нерудними родовищами. Водні ресурси — річки Південний Буг, Мертвовод, Арбузинка.

## Природа
У межах РЛП «Гранітно-степове Побужжя» розташована низка природоохоронних об'єктів, які були створені до організації ландшафтного парку. Це геологічні пам'ятки природи «Протичанська скеля» та «Турецький стіл», іхтіологічний заказник «Південнобузький», ботанічна пам'ятка природи «Гирло річки Бакшала», заповідне урочище «Лівобережжя».
Справжнім багатством посушливих південних степів є Трикратський ліс, що бере свій початок одразу за селом Трикрати. Ліс було насаджено у 70-х роках XIX століття графом Віктором Скаржинським. Складається ліс з двох урочищ — «Василева Пасіка» і «Лабіринт», які охороняються законом і мають категорію державних заповідних урочищ.
Серед об'єктів туристичного інтересу помітне місце займає «Рацинська Дача». Цей лісовий масив, розташований на північ від села Трудове і на схід від смт Вознесенське, займає площу 1782 га. «Рацинська Дача» охороняється законом як пам'ятка степового лісорозведення і переведена в категорію державного заказника. Гордість «Рацинської Дачі» — березовий гай та стадо бізонів.

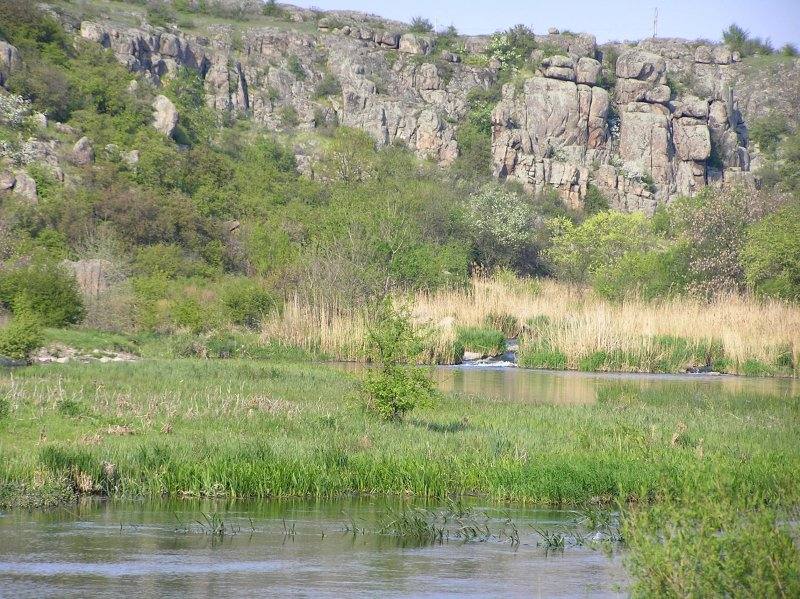
Актівський каньйон

Унікальним природним комплексом є Актівський каньйон (Малий Крим), він розташований там, де річка Арбузинка ділить каньйон навпіл, створюючи ландшафти, що мають особливу екологічну, естетичну та історичну цінність. Каньйон займає площу понад 250 га. Гранітні скелі сягають подекуди 30—50 метрів заввишки.

## Промисловість
Основні напрями розвитку полягають у виробництві товарів народного споживання, продовольчих і непродовольчих товарів. Серед промислових підприємств району основного кола 31 % — це підприємства добувної промисловості, 69 % — переробної промисловості.
У районі налічується 600,4 км доріг. На території Вознесенського району працюють відділення «ПриватБанку», Ощадбанку, «Райфайзен Банку Аваль», «Промінвестбанку».

## Населення
Розподіл населення за віком та статтю (2001)
| Стать | Всього | До 15 років | 15-24 | 25-44 | 45-64 | 65-85 | Понад 85 |
| --- | ------ | ----------- | ----- | ----- | ----- | ----- | -------- |
| Чоловіки | 17 127 | 3662        | 2679  | 5130  | 3993  | 1590  | 73       |
| Жінки | 19 108 | 3445        | 2465  | 5003  | 4873  | 3036  | 286      |
| \| Статево-вікова піраміда \| Статево-вікова піраміда \| Статево-вікова піраміда \| \| ----------------------- \| ----------------------- \| ----------------------- \| \| Чоловіки \| Вік \| Жінки \| \| 73 \| 85 + \| 286 \| \| 108 \| 80-84 \| 331 \| \| 308 \| 75-79 \| 794 \| \| 595 \| 70-74 \| 1057 \| \| 579 \| 65-69 \| 854 \| \| 1147 \| 60-64 \| 1527 \| \| 707 \| 55-59 \| 978 \| \| 1013 \| 50-54 \| 1171 \| \| 1126 \| 45-49 \| 1197 \| \| 1335 \| 40-44 \| 1329 \| \| 1319 \| 35-39 \| 1250 \| \| 1231 \| 30-34 \| 1200 \| \| 1245 \| 25-29 \| 1224 \| \| 1247 \| 20-24 \| 1186 \| \| 1432 \| 15-20 \| 1279 \| \| 1445 \| 10-14 \| 1379 \| \| 1218 \| 5-9 \| 1144 \| \| 999 \| 0-4 \| 922 \| |        |             |       |       |       |       |          |
| Статево-вікова піраміда |        |             |       |       |       |       |          |
| Чоловіки | Вік    | Жінки       |       |       |       |       |          |
| 73 | 85 +   | 286         |       |       |       |       |          |
| 108 | 80-84  | 331         |       |       |       |       |          |
| 308 | 75-79  | 794         |       |       |       |       |          |
| 595 | 70-74  | 1057        |       |       |       |       |          |
| 579 | 65-69  | 854         |       |       |       |       |          |
| 1147 | 60-64  | 1527        |       |       |       |       |          |
| 707 | 55-59  | 978         |       |       |       |       |          |
| 1013 | 50-54  | 1171        |       |       |       |       |          |
| 1126 | 45-49  | 1197        |       |       |       |       |          |
| 1335 | 40-44  | 1329        |       |       |       |       |          |
| 1319 | 35-39  | 1250        |       |       |       |       |          |
| 1231 | 30-34  | 1200        |       |       |       |       |          |
| 1245 | 25-29  | 1224        |       |       |       |       |          |
| 1247 | 20-24  | 1186        |       |       |       |       |          |
| 1432 | 15-20  | 1279        |       |       |       |       |          |
| 1445 | 10-14  | 1379        |       |       |       |       |          |
| 1218 | 5-9    | 1144        |       |       |       |       |          |
| 999 | 0-4    | 922         |       |       |       |       |          |

Національний склад населення за даними перепису 2001 року:
| Національність | Кількість осіб | Відсоток |
| -------------- | -------------- | -------- |
| українці       | 32321          | 89,20 %  |
| росіяни        | 2282           | 6,30 %   |
| молдовани      | 935            | 2,58 %   |
| білоруси       | 157            | 0,43 %   |
| корейці        | 108            | 0,30 %   |
| інші           | 432            | 1,19 %   |

Мовний склад населення за даними перепису 2001 року:
| Мова       | Кількість осіб | Відсоток |
| ---------- | -------------- | -------- |
| українська | 32455          | 89,57 %  |
| російська  | 2980           | 8,22 %   |
| молдовська | 555            | 1,53 %   |
| циганська  | 57             | 0,16 %   |
| білоруська | 56             | 0,15 %   |
| інші       | 132            | 0,36 %   |

## Політика
25 травня 2014 року відбулися Президентські вибори України. У межах Вознесенського району були створені 34 виборчі дільниці. Явка на виборах складала — 50,79 % (проголосували 12 241 із 24 103 виборців). Найбільшу кількість голосів отримав Петро Порошенко — 43,64 % (5 342 виборців); Сергій Тігіпко — 13,23 % (1 620 виборців), Юлія Тимошенко — 9,21 % (1 127 виборців), Вадим Рабінович — 7,82 % (957 виборців), Михайло Добкін — 4,98 % (609 виборців), Анатолій Гриценко — 4,63 % (567 виборців). Решта кандидатів набрали меншу кількість голосів. Кількість недійсних або зіпсованих бюлетенів — 2,08 %.

## Культура

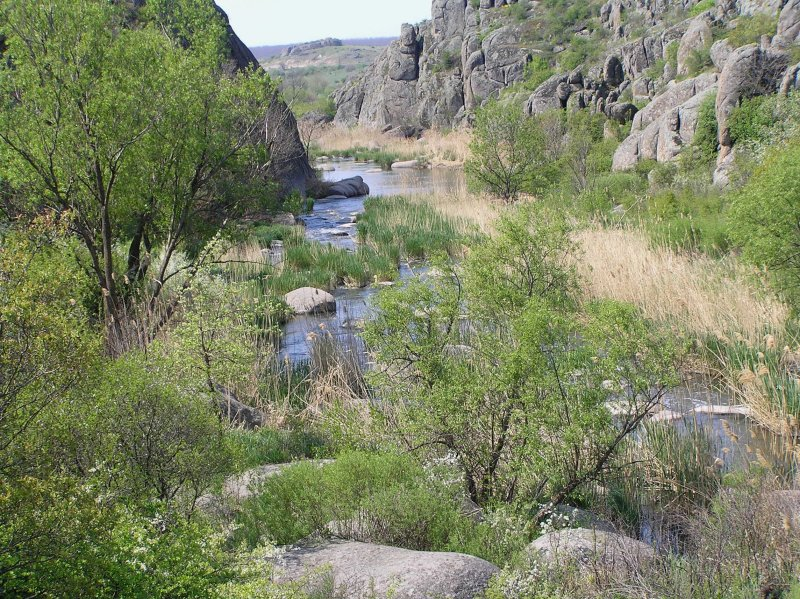

Структура закладів культури складається з 26 клубних та 26 бібліотечних закладів, 2-х дитячих шкіл мистецтв.
Вознесенський район є справжньою природною скарбницею Миколаївщини. До його скарбів безумовно відноситься регіонально-ландшафтний парк Гранітно-степове Побужжя, як один із найстаріших ділянок суші Європи. Ця місцевість не занурювалась у морські глибини протягом 60 мільйонів років. Рівнинний і спокійний Південний Буг тут перетворюється на гірську річку. Від Мигії до Олександрівки, майже протягом 40 кілометрів, Буг тече в крутих кам'янистих берегах, створюючи вузьку каньйоноподібну долину.